# Hantsu x Trash
Hantsu x Trash (ハンツー×トラッシュ?, Hantsū x Torasshu) è un manga scritto e illustrato da Hiyoko Kobayashi. È pubblicato sulla rivista Young Magazine della casa editrice Kōdansha. Un adattamento OAV è stato realizzato dallo studio Hoods Entertainment.

## Trama
Yōhei Hamaji, una matricola del liceo che non ha uno scopo nella vita, riceve l'invito a unirsi al club di pallanuoto dove "può toccare le ragazze quanto vuole".

## Personaggi
Yōhei Hamaji
doppiato da: Yūma Uchida
Il protagonista della storia. È un ragazzo che non ha uno scopo nella vita, finché un giorno riceve l'invito di Nakajima a unirsi al club di pallanuoto. Lì incontrerà Chisato Hagiwara, la leader del club, di cui Yōhei si innamora.
Chisato Hagiwara
doppiata da: Maaya Uchida
La leader del club di pallanuoto. Chisato è una giocatrice dedicata alla pallanuoto e ha un'ossessione per il livello di esperti di sport. Tuttavia, è inesperta nel trattare con l'amore o le proprie emozioni. Yōhei è profondamente innamorato di lei, ma Chisato non ha alcun interesse per lui.
Nakajima
doppiato da: Kenta Matsumoto
È il capitano della squadra maschile di pallanuoto. Aveva l'idea di invitare Yōhei a unirsi al club. Ha un'enorme ossessione per le ragazze, quindi non esita a ordinare ai suoi compagni di classe di fare "missioni", il tutto per ottenere informazioni sulle ragazze e sapere quale ha il corpo migliore.
Maki Hayami
doppiata da: Saki Yamakita
Maki era un membro del club di atletica, ma se ne andò per andare alla pallanuoto perché mentre correva, il suo seno rimbalzava. Lì incontra Yōhei, che si avvicina molto perché l'ha salvata dopo essere annegata in piscina, poiché era preoccupata che i ragazzi le osservassero il seno. Più tardi, Maki si innamora di Yōhei.
Manami Miyoshi
doppiata da: Shizuka Itō
Manami era una campionessa di pallanuoto al Yōhei College quattro anni prima, ma si ritirò a causa di un infortunio all'anca. Più tardi torna a scuola per diventare l'allenatrice temporanea dei membri del club. Inizialmente mostra interesse per Yōhei per essere vergine, e gli insegna persino i suoi metodi per conquistare Chisato, ma poi dopo Manami si innamora di Yōhei e cerca il momento opportuno per prendersi la sua verginità.
Mai Shinozaki
doppiata da: Yurika Kubo
Mai è un membro del club di pallanuoto. È innamorata di Chisato Hagiwara, che ha avuto perverso interesse in lei. Non ama Yōhei e di solito litiga con lui.